# オマタコ山
オマタコ山（ドイツ語: Omatakoberge）は、ナミビアにある山。首都ウィントフックの北、オカハンジャとの間に位置し、国道B1号が近くを走る。標高は2,340メートル。平原のただ中に孤立する二つの円錐形の山からなる。「オマタコ」とは、ヘレロ語で「乳房」という意味である。